# Mariana Larroquette
Mariana Larroquette, (Ituzaingó, 1992. október 24. –) argentin női válogatott labdarúgó. A mexikói bajnokságban szereplő Club León együttesének támadója.

## Pályafutása

### Klubcsapatokban

#### River Plate
A klub történetének legeredményesebb női labdarúgója. Itt töltött öt szezonjában 204 gólt szerzett.

#### Universidad de Chile
Az Universidadnál 2016-ban az Apertura bajnoka lett. 2017-ben az elődöntőben búcsúztak a Colo-Colo elleni meccsen.

#### UAI Urquiza
2017. december 12-én érkezett a fővárosi csapathoz, ahol bemutatkozó mérkőzésén hat találatot jegyzett csapata 22–0-ás győzelméből. Három szezonja alatt két bajnoki és három gólkirálynői címet szerzett 65 mérkőzésen 102 találatot jegyezve.

#### Lyn Fotball
Öt hónapos szünetet követően a Lyn Fotball csapatánál kötött ki, de a sikeres felkészülési időszak ellenére nem tudta érvényesíteni képességeit a norvég ligában. Három mérkőzés után közös megegyezéssel távozott Oslóból.

#### Kansas City
2020. december 22-én kétéves megállapodást kötött a Kansas City Current gárdájával.

#### Sporting CP
Amerikai szerződését nem hosszabbította meg a szerződése lejártával és 2022. január 6-án aláírt a lisszaboni Sporting alakulatához.
Első mérkőzését január 16-án játszotta a zöld-fehéreknél, két héttel később pedig első találatát is megszerezte a Vilaverdense ellen.

#### Club León
Féléves kontraktusa lejárta után, Ruth Bravo és Romina Núñez társaságában 2022 júliusában írt alá a 2022–23-szezonra a mexikói Club León együtteséhez.
Augusztus 8-án a Club América elleni bajnoki második félidejében mutatkozott be a leóni csapatban.

#### Orlando Pride
A mexikói szezon végeztével, 2023 július 6-án visszatért az NWSL-be és az Orlando Pride keretéhez szerződött.

### A válogatottban
Argentína színeiben részt vett a 2008-as és a 2010-es U20-as világbajnokságon.
A 2014-es Copa Américán mesterhármast szerzett Bolívia ellen, még ebben az évben az aranyéremmel végződő Dél-amerikai játékokon egy találatot ért el, az elődöntőben pedig a Brazília elleni tizenegyespárbajban értékesítette büntetőjét. 2018-ban kétszer volt eredményes a kontinensviadalon.
A 2019-es világbajnokságon Argentína mindhárom mérkőzésén játszott.
2021 februárjában az Orlandóban megrendezésre kerülő Shebelieves-kupán gólt szerzett Brazília ellen.

## Sikerei

### Klubcsapatokban
Argentin bajnok (2):
- UAI Urquiza (2): 2017–18, 2018–19

 Chilei bajnok (1):
- Universidad de Chile (1): 2016 Apertura

### A válogatottban
Argentína
- Copa América bronzérmes (2): 2018, 2022
- Pánamerikai Játékok ezüstérmes (1): 2019
- Dél-amerikai játékok győztes (1): 2014

### Egyéni
Argentin gólkirálynő (4): 2012–C (18 gól), 2017–18 (45 gól), 2018–19 (28 gól), 2019–20 (29 gól)

## Statisztikái

### A válogatottban
2022. július 26-al bezárólag
| Válogatott | Szezon   | Mérk. | Gól |
| ---------- | -------- | ----- | --- |
| Argentína  |          |       |     |
| 2014       | 15       | 10    |     |
| 2015       | 3        | 1     |     |
| 2017       | 6        | 5     |     |
| 2018       | 9        | 3     |     |
| 2019       | 17       | 6     |     |
| 2021       | 3        | 1     |     |
| 2022       | 8        | 0     |     |
| Összesen   | Összesen | 61    | 26  |